# 존 포스터 덜레스
존 포스터 덜레스(John Foster Dulles, 1888년 2월 25일 ~ 1959년 5월 24일)는 1953년부터 1959년까지 드와이트 D. 아이젠하워 대통령 아래 제52대 국무장관을 지낸 미국의 공화당 정치인이었다. 그의 조부 존 W. 포스터와 삼촌 로버트 랜싱도 또한 국무장관을 지냈고, 그의 동생 앨런 덜레스는 미국 중앙 정보국의 국장이었다. 아이젠하워의 가장 가까운 고문으로서 덜레스는 냉전의 초기 세월에 소중한 인물이었으며 봉쇄 정책을 우선보다 공산주의에 대항하는 더욱 공격적인 미국의 입장을 주창하였다.
그의 정책 공헌들 중의 하나는 전쟁 직전에 이르나 실제 무력 충돌에 못 미치는 극단 정책으로 알려진 것이었다. 아이젠하워와 더불어 그는 공산주의의 롤 백 정책을 주창하였다. 그는 인도차이나에서 비엣민에 대항하는 전쟁에서 프랑스를 지지하였고, 1954년 제네바 회담에서 유명하게 저우언라이와 악수를 거부하였다.

## 어린 시절
워싱턴 D. C.에서 태어난 덜레스는 장로교 목사의 아들로 뉴욕주 워터타운에 있는 공립 학교들에서 수학하였다. 고귀하게 영향적인 가족에서 왔으며 그의 조부 존 W. 포스터와 삼촌 로버트 랜싱도 둘다 국무장관을 지냈다. 프린스턴 대학교와 조지 워싱턴 대학교 로스쿨을 졸업한 후, 그는 뉴욕의 설리번 앤드 크롬웰 로펌에 가입하여 국제법에서 전문으로 삼았다. 제1차 세계 대전이 일어난 동안 육군에 입대하려고 했으나 자신의 부족한 시력의 이유로 거절되었다. 대신 덜레스는 전쟁 산업국에 소령으로서 육군 위임을 받았다.

## 정치 경력
1918년 우드로 윌슨 대통령은 베르사유 평화 회의로 미국의 사절단에 덜레스를 법률 고문으로 임명하여 그는 당시 국무장관이었던 자신의 삼촌 로버트 랜싱 아래 지냈다. 덜레스는 독일 제국에 과도한 배상금 부과에 대항하는 명확하고 열정적으로 주장을 하면서 연소자 외교관으로서 일찍이 인상을 만들었다. 그 후에 그는 윌슨 대통령의 요청에 전쟁 배상 위원회의 일원을 지냈다. 신앙심이 깊은 덜레스는 1920년대와 1930년대 동안 다수의 국제 신자 회의들에 참석하였다. 1924년 그는 교파에서 이단으로 고발된 해리 에머슨 포스딕 목사의 교회 재판에서 피고측 고문이었으며 자유주의 침례교도 포스딕이 자신이 전혀 가입하지 않은 장로교에서 자신의 설교를 사임했을 때 사건이 해결되었다. 덜레스는 또한 국제적 로펌 설리번 앤드 크롬웰에서 파트너가 되기도 하였다. 스티븐 킨저의 2006년 저서 〈타도〉에 의하면 로펌은 나치스 정권과 함께 비지니스를 하면서 이익을 얻었고, 1934년을 통하여 덜레스는 아돌프 히틀러의 매우 대중적인 지지자였다고 한다. 하지만 그의 파트너들은 나치스의 활동들에 의하여 경악되었고, 만약 덜레스가 정권과 함께 로펌의 교제를 끝내지 않았다면 반란 위협을 받았다. 1935년 덜레스는 설리번 앤드 크롬웰의 베를린 사무소를 폐문하였고, 후에 그는 1934년으로 마감일을 나치 독일과 자신의 연루를 짧게 하면서 자신의 명성을 지우는 데 노력에서 의심의 여지가 없었다.
덜레스는 1944년 미국 대통령 선거에서 공화당 후보가 된 뉴욕주지사 토머스 E. 듀이의 가까운 제휴자가 되었다. 선거가 열린 동안 덜레스는 듀이의 외교 고문을 지냈다. 그해 덜레스는 또한 기독교 전국 회의의 전임자 교회 연방 회의에 의하여 창조된 정의롭고 튼튼한 평화의 기지 연구위원회의 의장을 맡기도 하였다. 이 일은 논쟁들이 전쟁으로 올라가기 전에 국가들이 자신들의 차이를 해결할 수 있도록 후에 유엔으로 알려진 세계적인 기구를 설립하는 시도에서 리더십을 택하는 데 교회들을 위하여 덜레스의 헌신의 증명으로 보일 수 있었다.
1945년 덜레스는 샌프란시스코 회의에 참가하여 아서 H. 밴던버그의 고문으로 일하면서 유엔 헌장으로 서문 초안에 도움을 주었다. 그는 이어서 1946년, 1947년과 1950년 미국 대표단으로서 유엔 총회에 참석하였다. 덜레스는 민주당원 로버트 W. 와그너의 사임에 의하여 일으켜진 공석을 채우는 데 1949년 7월 7일 뉴욕주로부터 공화당원으로서 연방 상원으로 임명되었다. 덜레스는 후임자 허버트 리먼이 선출되어 상원 공석을 채우는 데 특별 선거에서 자신을 꺾었을 때 7월 7일부터 11월 8일까지 지냈다.
1950년 덜레스는 당시 워싱턴 D. C.에서 많은 외교 엘리트에 의하여 호의를 가졌던 미국의 봉쇄 정책에 관한 비평 분석 〈전쟁 아니면 평화〉를 발행하였다. 덜레스는 해리 S. 트루먼 대통령의 외교 정책을 비판하였다. 그는 봉쇄 정책이 "해방" 정책에 의하여 대체되어야 한다고 주장하였다. 그해 6월 국무장관 고문으로서 한국을 방문하여, 대한민국 제2대 국회 개원식에 참석(19일)하고, 38도선을 시찰(20일)했다.
1953년 1월 드와이트 D. 아이젠하워가 대통령이 되었을 때 그는 덜레스를 자신의 국무장관으로 임명하였다.

## 국무장관

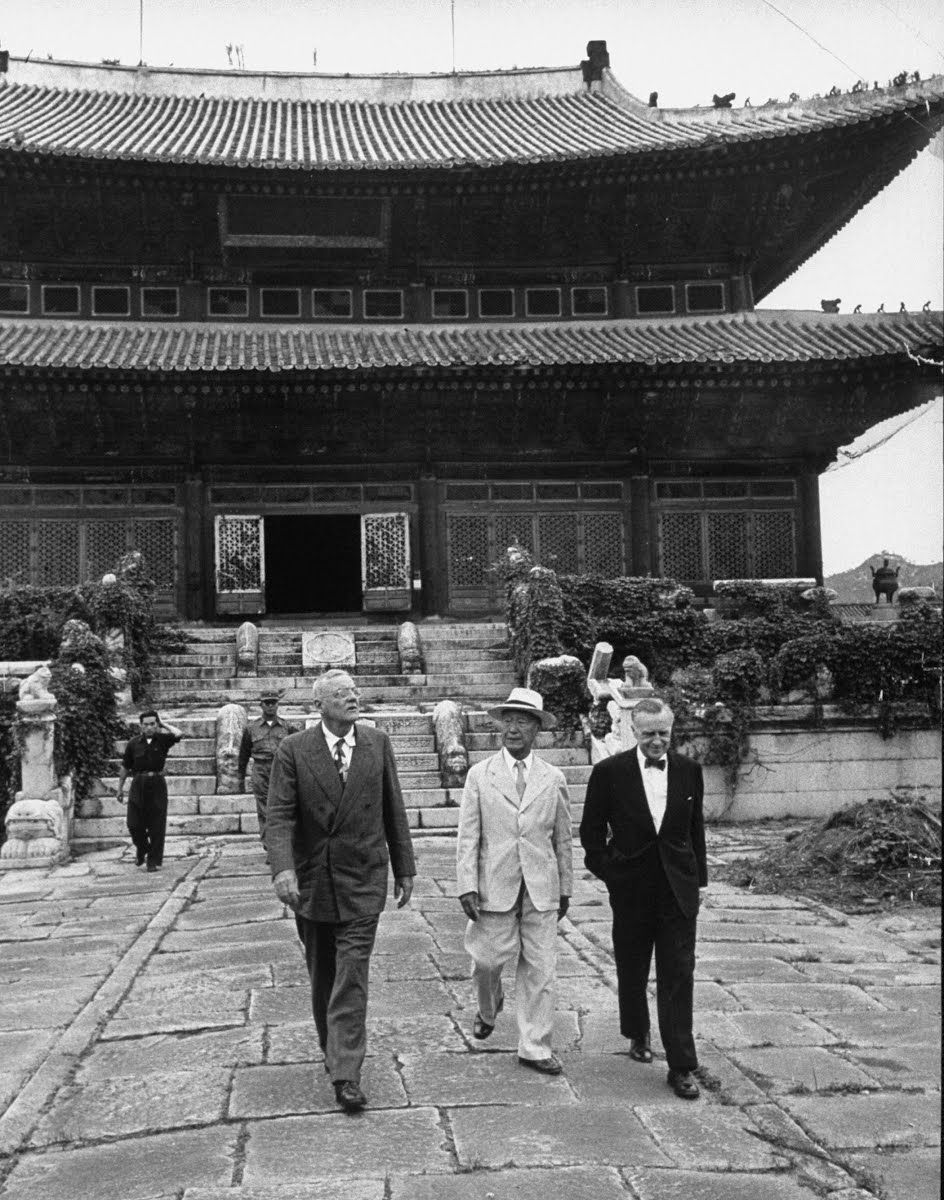
1953년 8월, 휴전 협상을 마무리하고 경복궁 근정전을 거닐고 있는 왼쪽부터 미 국무장관 존 포스터 덜래스(John Foster Dulles), 이승만 대통령, 월터 로버트슨(Walter S. Robertson) 미 국무부 차관보.

국무장관으로서 덜레스는 이후에 자신에 유머가 좋은 전기를 쓰려고 한 루이스 제퍼슨의 것을 포함하여 우호 관계를 쌓으는 것은 물론 전쟁의 이벤트에서 대규모 보복 위협에 의하여 소련의 확장을 조절하는 자신의 전략의 일부로서 나토를 세우는 숙고적인 시간을 보냈다. 1950년 그는 오스트레일리아와 뉴질랜드와 함께 상호 방호를 위하여 앤저스 조약을 유발시키는 도움을 주었다. 공산주의에 대항하는 더욱 공격적 자세를 향한 자신의 주요 정책 변화들 중의 하나로 덜레스는 이란의 총리 모하마드 모사데그를 축출하는 계획을 초안하는 데 1953년 3월 미국 중앙정보국을 감독하였다. 이 일은 1979년까지 이란을 다스린 국왕 모하마드 레자 팔라비의 성원에서 쿠데타로 즉시 이끌었다.
덜레스는 또한 1954년에 창조된 동남아시아 조약 기구의 기획자였다. 미국, 오스트레일리아, 뉴질랜드, 영국, 프랑스, 파키스탄, 필리핀과 태국에 의하여 조인된 조약은 침략에 대항하는 집단 행위를 위하여 마련하였다. 동년에 과테말라에 기지를 둔 유나이티드 프루트 컴퍼니의 이사회의 일원이었던 자신의 동생 앨런과 관계의 이유로 덜레스는 민주적으로 선출한 하코보 아르벤스을 축출한 미국 중앙정보국이 이끈 쿠데타를 흥행하고 실행하는 것에 중추적이었다.
덜레스는 극단 정책의 개념의 개척자들 중의 하나였다. 〈라이프〉 잡지를 위하여 쓰여진 기사에서 덜레스는 극단 정책을 이렇게 밝혔다. - "전쟁으로 들어가지 않으면서 직전에 이르는 능력은 필요한 예술이다." 그의 비판들은 공산국가들과 관계들을 손상시키고 냉전으로 공헌한 것으로 그를 비난하였다.
1956년 6월 9일 자신이 연설에서 "중립주의는 증가적으로 뒤졌고, 매우 제외적인 상황들 아래를 제외하고 그것은 부도덕하고 근시안적인 개념이다."고 주장하였을 때 덜레스는 몇몇의 비정렬 국가 지도자들을 속상하게 하였다.
덜레스는 캐나다, 영국, 오스트레일리아와 뉴질랜드 대사들에게 이벤트들의 다른 변형들을 대체로 말하는 데 자신의 되풀이된 시도들에 의하여 그들에게 어떤 경악과 즐거움을 마련하였다. 덜레스에게 알려지지 않은 것으로 분명히 전부 함께 케임브리지 대학교에서 수학하여 의견이나 정보를 교환하고, 자신들의 모국으로 불일치를 보고하면서 덜레스와 회의들을 후속하였다.
1956년 덜레스는 이집트 수에즈 운하의 영국-프랑스 침공을 강하게 반대하였다. 하지만 1958년까지 그는 가말 압델 나세르 대통령의 노골적인 상대였고, 미국으로부터 무기들을 받는 것으로부터 그를 막았다. 이 정책은 겉보기에 역효과였으며 중동에서 소련이 영향력을 얻는 데 활성화하였다.

## 사망과 유산
암으로 고통을 겪은 덜레스는 아이젠하워의 두번째 기간 중에 1959년 4월 쇠퇴한 건강에 의하여 장관직으로부터 사임하는 데 강요되었다. 그는 5월 24일 워싱턴 D. C.에서 71세의 나이로 사망하여 알링턴 국립묘지에 안장되었다. 그는 그해 대통령 자유 훈장과 실배너스 테이어 상을 수상하였다. 국무장관으로서 덜레스의 후임자 크리스천 허터의 출석에 중앙 베를린의 도로는 "John-Foster-Dulles-Allee"로 다시 이름이 지어졌다.
버지니아주 덜레스에 위치한 워싱턴 덜레스 국제공항은 그의 이름을 땄다. 뉴욕주 워터타운은 그의 영예에 덜레스 주립 사무소 건물로 이름을 지었다.
1954년 타임 올해의 인물로 선정되었다.
아이젠하워와 덜레스의 롤 백 정책은 후에 1980년대 동안 로널드 레이건 행정부에 의하여 이행되었으며 어쩌다 동구권에서 공산주의 정권의 몰락과 함께 명성을 얻었다.
영국의 총리를 지낸 앤서니 이든은 "덜레스가 정치세계의 선사(先師)였으나 때로는 자기 발언의 결과에 대해서 생각하지 않는 일이 많았다."고 회고했다.
1958년 12월 덜레스와 밀턴 아이젠하워 박사는 멕시코의 새 대통령 아돌포 로페스 마테오스의 취임식에 참석하였으며 덜레스는 솔직하고 이제 잘 알려진 인용문을 만들었다. "미국은 친구들이 없고 이익들을 가지고 있습니다." 당시 진술은 사실 긍정적으로 해석되었으나 미국의 이익들이 처음으로 오는 것으로 많은이들이 의미하면서 해석된 시간과 함께 가지고 있다.

## 같이 보기
- 대마도 분쟁
- 양유찬 - 1951년 7월 19일 당시 주미한국대사 그는 美국무부에 찾아가 존 포스터 덜레스를 만난 자리에서 이승만 정부의 5개 요구사항을 전하였다. 5개 항 가운데서 마지막 항은 “대마도, 파랑도, 독도가 러일전쟁 중 일본이 점령하기 전에 한국 영토였으므로, 일본은 그 세 섬에 대한 영유권을 포기해야 한다”는 요구였다.

## 역대 선거 결과
| 선거명        | 직책명                | 대수 | 정당   | 득표율 | 득표수      | 결과 | 당락 |
| ------------- | --------------------- | ---- | ------ | ------ | ----------- | ---- | ---- |
| 1949년 재선거 | 상원의원 (뉴욕 제3부) | 81대 | 공화당 | 48.01% | 2,384,381표 | 2위  | 낙선 |